# Coleobonzia numida
Coleobonzia numida är en spindeldjursart som först beskrevs av Mohammad Nazeer Chaudhri 1980.  Coleobonzia numida ingår i släktet Coleobonzia och familjen Cunaxidae. Inga underarter finns listade i Catalogue of Life.